# غافين كريستي
غافين كريستي (بالإنجليزية: Gavin Christie)‏ هو لاعب كرة قدم باهاماسي، ولد في 6 أغسطس 1981 في ناساو في باهاماس. شارك مع منتخب الباهاما لكرة القدم. أما مع النوادي، فقد لعب مع Cavalier FC ‏.

## وصلات خارجية
- غافين كريستي على موقع الاتحاد الدولي (مؤرشف)  (الإنجليزية)
- غافين كريستي على موقع قاعدة بيانات كرة القدم.إي يو (الإنجليزية)
- غافين كريستي على موقع ناشيونال فوتبول تيمز (الإنجليزية)